# ノーラン・マクリーン
ノーラン・ジェームズ・マクリーン（Nolan James McLean, 2001年7月24日 - ）は、アメリカ合衆国ノースカロライナ州ウェイク郡ウィロースプリングス出身のプロ野球選手（投手）。右投右打。MLBのニューヨーク・メッツ所属。

## 経歴

### プロ入り前
オクラホマ州立大学では当初、野球と並行してアメリカンフットボールもプレーする予定だったが断念。野球に専念し、投手と外野手を兼ねる二刀流として活躍した。
2022年のMLBドラフト3巡目（全体81位）でボルチモア・オリオールズから指名されたが、契約せず大学に残留した。

### プロ入りとメッツ時代
2023年のMLBドラフト3巡目（全体91位）でニューヨーク・メッツから指名され、二刀流としてプロ入り。契約金は74万7600ドル。傘下のルーキー級セントルーシー・メッツでプロデビューした。
2024年7月、二刀流を断念し投手に専念することを発表した。
2025年は、開幕はAA級ビンガムトン・ランブルポニーズ、5月6日にAAA級シラキュース・メッツに配属され、8月16日にメジャー契約を結びアクティブ・ロースター入りし、同日のシアトル・マリナーズ戦で初先発で51⁄3回を投げ、被安打2、与四球4、無失点で初勝利となった。

## 詳細情報

### 背番号
- 26（2025年 - ）